# Campodea michelbacheri
Campodea michelbacheri är en urinsektsart som beskrevs av Otto Conde och Thomas 1957. Campodea michelbacheri ingår i släktet Campodea och familjen Campodeidae. Inga underarter finns listade.